# Aevum

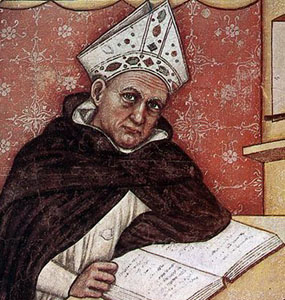
Albert le Grand

Dans la pensée scolastique, l'aevum est le mode d'existence propre aux anges, ainsi qu'aux saints dont la vie terrestre est achevée. On peut considérer qu'il s'agit d'un état intermédiaire  entre l'éternité, spécifique à Dieu, et l'expérience du temps, telle que la vivent les êtres matériels. Il est parfois appelé « éternité incomplète » Le mot aevum vient du latin, où il peut signifier « ère », « éternité » ou encore « temps infini ».      
La première occurrence connue de ce concept nous vient du traité De quattuor coaequaevis d'Albert le Grand. Il est toutefois principalement connu pour la description qu'en fait  Thomas d'Aquin dans sa Somme théologique. L'aevum y est identifié comme le mode d'existence des êtres « qui sont au plus près de l'éternité de l'âme, étant donné que leur essence ne peut ni être assimilée au changement, ni être assujettie par le changement ; toutefois, le changement leur est associé, que ce soit de manière effective ou potentielle ». Il prend l'exemple des corps célestes (que la science médiévale considérait comme de nature immuable, bien que leurs positions soient changeantes) et les anges, « dont l'être est immuable, quoique leurs choix puissent entraîner une évolution ».